# Hellenisierung
Als Hellenisierung bezeichnet man eine kulturelle Erscheinung im Rahmen des Hellenismus. Gemeint ist damit die Durchdringung eines nicht-griechischen Volkes mit der antiken griechischen Kultur (im Sinne des Begriffes Hellenismus, wie er von Johann Gustav Droysen verwendet wurde). Als ein Beispiel kann die Verwendung fast rein griechischer Gestaltungsgrundsätze und Motive auf Alexandrinischen Münzen in hellenistischer Zeit, der Gebrauch der griechischen Sprache und eine entsprechende Lebensweise (vor allem im städtischen Milieu) genannt werden, obwohl nur ein kleiner Teil der ägyptischen Bevölkerung griechischen Ursprungs war. Umstritten ist, in welchem Maße die Griechen, die sich in hellenistischer Zeit im Osten angesiedelt hatten, im Gegenzug vom Orient beeinflusst wurden. Dabei sollte freilich beachtet werden, dass es auch in den Jahrhunderten vor Alexander einen kulturellen Austausch zwischen der griechischen und nicht-griechischen Welt gegeben hat. 
Komplex ist die Querverbindung zwischen dem Urchristentum und dem späten Hellenismus. Während der griechisch-kleinasiatische Kulturkreis durch die Kraft der jungen Kirche zunehmend christianisiert wurde, wandelte sich diese unter dem hellenistischen Einfluss ebenfalls. Einige Paulusbriefe und die Apostelgeschichte berichten darüber – etwa zum Apostelstreit über die Taufe der Griechen- und Judenchristen, der in einem Kompromiss endete (Jakobusklauseln).
In römischer Zeit wurde auf kulturellem Gebiet keine einer Hellenisierung entsprechende homogene Romanisierung betrieben. Die römische Herrschaft zeichnete sich durch eine hohe Bereitschaft aus, regionale kulturelle Traditionen zu integrieren. Dies zeigt sich beispielsweise in der Münzprägung in den Provinzen, wie den alexandrinischen Münzen, die auch ägyptische und griechische Motive verwendeten.